# 大差勝ち
大差勝ち（たいさがち）とは、スポーツ（特に球技）の試合やレースなど、点数やタイムなどを競う競技で圧倒的な差をつけて勝利を収めること。

## 概要
基準が明確でない場合が多いが、後述の日本競馬では「大差」が「着差が10馬身を超える場合」と定義されており、これで勝利した場合に「大差勝ち」となる。
ラグビーやバスケットボールなどでは、得点を相手の2倍以上取ることを「ダブルスコア」と呼ぶ。またアマチュア野球や水球の場合、得点差が大差になるとコールドゲームとすることがある。
点数やタイムで競う形式でない競技（相撲・柔道・将棋など）では、大差勝ちではなく「圧勝」「完勝」などの用語が用いられる。これらの競技では、選手の個性や試合展開によって勝負時間が大きく左右され、早く決着させたから強いと言い切れない面がある。
一方で圧倒的な差がつく展開は、双方にとって強化につながらないことがままあるため、強豪チームをシードするなどして力量差の大きい対戦を回避する策が組まれる場合もある。

## 競馬における大差勝ち
日本の競馬において、競走の結果を案内する競馬場内の着順掲示板では基本的に勝ち馬の走破タイムならびに5着馬までの馬番号などが案内されるが、2着以下の走破タイムは案内せず（計測は行っている。）前後の馬との相対的な着差のみ示され、その差が10馬身を超える場合に「大差」と表示される。
大差勝ちとは勝ち馬からみて2着馬との着差が「大差」の場合を指し（勝ち馬以外でも1つ下位の馬との着差が「大差」となることもありうる。）、あまり頻繁に見かけられるものではないが競走馬の実力に大きな差がある場合や、障害レースなどで稀に見られる。日本の中央競馬の平地競走でグレード制の導入（1984年より）以降、最大着差の大差勝ちとなったのが2022年8月20日、小倉競馬第6競走の2歳新馬戦（ダート1700m・15頭）で、勝馬のヤマニンウルスが2着馬に4.3秒の大差を付けたものが最大となっている。
競走馬の能力が伯仲する平地の重賞競走での大差勝ちは少ないが、日本ではグレード制の導入（1984年より）ならびにダートグレード競走施行後（1997年より）の重賞競走において以下の例がある。なお、GI級競走では2000年のダービーグランプリと2023年のマイルチャンピオンシップ南部杯で記録されているが、どちらも日本限定GI競走（JpnI）であり、国際GI競走における最大着差は2003年のジャパンカップ（勝ち馬タップダンスシチー）と有馬記念（勝ち馬シンボリクリスエス）における9馬身差が最高記録で、大差勝ちは2023年10月現在まで記録されていない。
- 1984年 中日新聞杯（優勝馬アスコットエイト、2着馬に2.3秒差）[2]
- 1987年 札幌記念 （優勝馬フォスタームサシ、2着馬に1.7秒差＝10馬身差強）[3]
- 1989年 弥生賞（優勝馬レインボーアンバー、2着馬に1.7秒差＝10馬身差強）[3]
- 1995年 エンプレス杯（優勝馬ホクトベガ、2着馬に18馬身差）
- 1997年 ステイヤーズステークス（優勝馬メジロブライト、2着馬に12馬身差）[3]
- 1998年 金鯱賞（優勝馬サイレンススズカ、2着馬に11馬身差）[3]
- 2000年 ダービーグランプリ (優勝馬レギュラーメンバー、2着馬に2.1秒差)※グレード制導入後、GI級競走における初の大差勝ち
- 2023年 マイルチャンピオンシップ南部杯 (優勝馬レモンポップ、2着馬に2.0秒差)[4]。

グレード制導入以前の八大競走ならびに現在のGIに準ずる競走で数例記録されている。
- 1968年 天皇賞・春（優勝馬ヒカルタカイ、2着馬に17馬身差）
- 1975年 桜花賞（優勝馬テスコガビー、2着馬に1.7秒差＝10馬身差強）
- 1976年 朝日杯3歳ステークス（優勝馬マルゼンスキー、2着馬に13馬身差）

日本以外では1920年のローレンスリアライゼーションステークス（優勝馬マンノウォー、2着に100馬身差）、1973年のベルモントステークス（優勝馬セクレタリアト、2着に31馬身差）等が有名である。

## サッカーにおける大差勝ち
2002年10月31日に行われたマダガスカル・サッカーリーグのASアデマ対SOレミルヌの試合において、149-0という得点が出現し、ギネス世界記録によってサッカーにおける最大得点差の試合と認められた(ASアデマ 149-0 SOレミルヌ)。ただしこの試合は、判定に対する抗議としての故意のオウンゴールが濫発された試合である。